# Urunkhayka
Urunkhayka (ryska: Урунхайка) är en ort i Kazakstan. Den ligger i den östra delen av landet, 1 100 km öster om huvudstaden Astana. Urunkhayka ligger 1 463 meter över havet och antalet invånare är 165.
Terrängen runt Urunkhayka är varierad. Runt Urunkhayka är det mycket glesbefolkat, med 2 invånare per kvadratkilometer. Det finns inga andra samhällen i närheten. Trakten runt Urunkhayka består i huvudsak av gräsmarker.